# Krzysztof Kieślowski
Krzysztof Kieślowski (Varsó, 1941. június 27. – Varsó, 1996. március 13.) lengyel filmrendező és forgatókönyvíró. Nemzetközileg legismertebb alkotásai a Tízparancsolat című tévésorozat (Dekalog, 1989), a Veronika kettős élete (1991) és a Három szín trilógia (1993–1994). Karrierje során számos díjat kapott, köztük a cannes-i filmfesztivál zsűrijének díját (1988), FIPRESCI díját (1988, 1991) és ökumenikus zsűrijének díját (1991); a velencei filmfesztivál FIPRESCI-díját (1989), Arany Oroszlán (1993) és OCIC-díjat (1993); valamint a Berlini Nemzetközi Filmfesztivál Ezüst Medve (1994) díját. 1995-ben Oscar-jelölést kapott a legjobb rendező és a legjobb író kategóriában.
A Brit Filmintézet 2002-es Sight & Sound listáján második helyen szerepelt, mint a modern idők tíz legjobb filmrendezőjének egyike.

## Élete
Varsóban született, de különböző kisvárosokban nőtt fel. A család költözött, mikor tuberkulózisos apja kezelése miatt erre szükség volt.
Római katolikusként nevelkedett és saját szavai szerint „személyes és privát” kapcsolata Istennel később is megmaradt.
Tizenhat évesen három hónapig egy tűzoltóképző iskolába járt, majd különösebb karriercél nélkül a varsói Színházművészeti Főiskolára jelentkezett, mert azt egy rokona vezette. Úgy döntött, hogy színházi rendező lesz, de mivel rendezői képzés nem volt, első lépésként a film szakot választotta.
A főiskola elhagyása után színházi jelmezszabóként dolgozott, majd jelentkezett a łódźi Film-, TV- és Színművészeti Főiskolára, ahol Roman Polański, Andrzej Wajda és Krzysztof Zanussi is tanult. Kétszer is elutasították. Hogy elkerülje a kötelező sorkatonai szolgálatot, rövid ideig művészeti egyetemista lett Varsóban, és drasztikus diétába fogott, hogy orvosilag is alkalmatlanná váljon a szolgálatra. Végül 1964-ben, harmadik próbálkozásra felvették a łódźi iskola rendezői szakára. Ide 1968-ig járt, és bár szigorú korlátozások voltak érvényben, Lengyelországon belül sokat utazhatott dokumentációs kutatás és filmezés céljából. A színház iránti érdeklődését hamar elvesztette, és úgy döntött, hogy dokumentumfilmeket készít. 

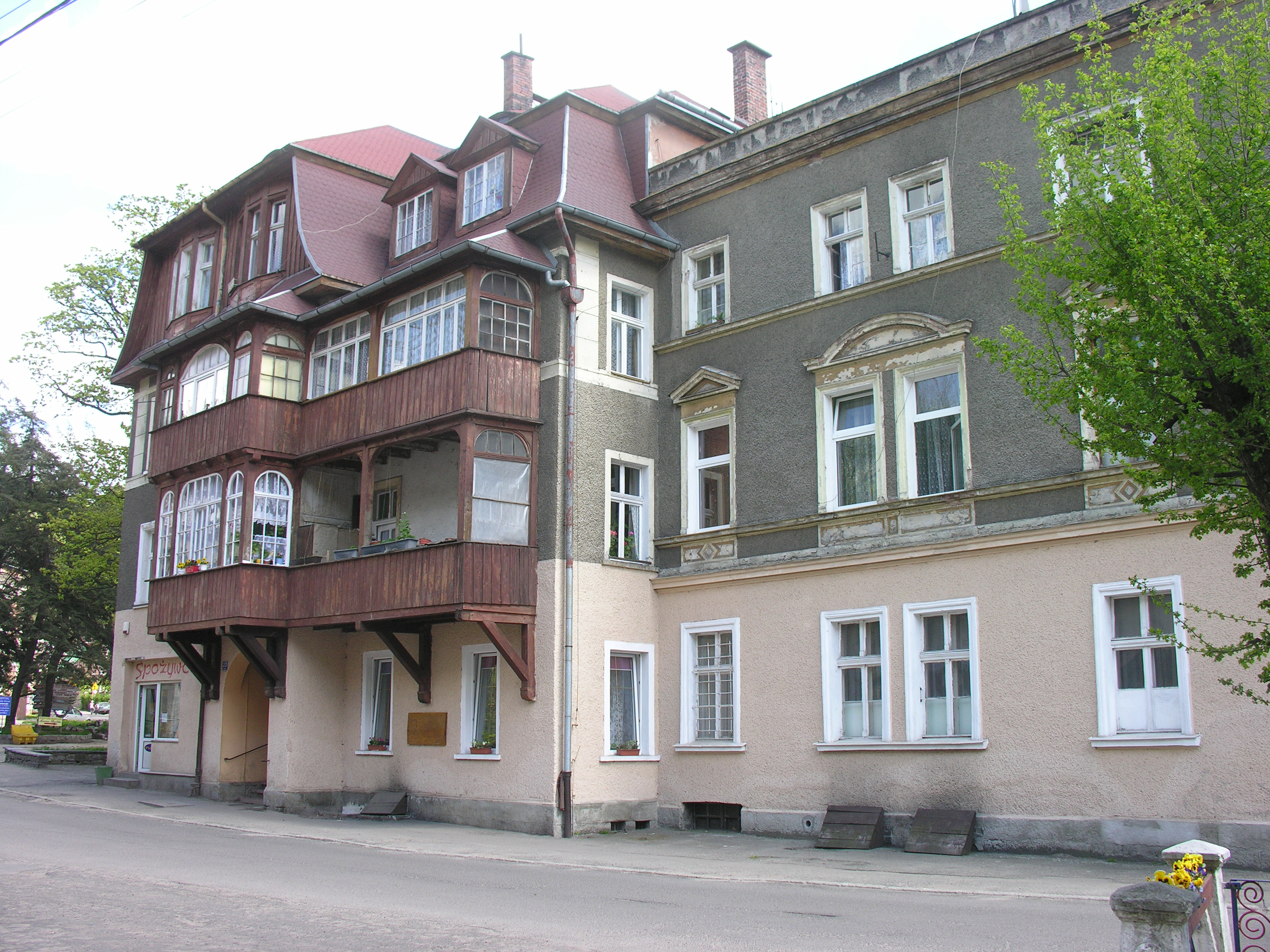
A Sokołowsko Główna utca 23. szám alatti ház, ahol Kieślowski lakott

1967-ben házasságot kötött Maria (Marysia) Cautilloval, akivel élete végéig élt. 1972-ben megszületett lányuk, Marta.
Utolsó filmjét (Három szín: piros) a cannes-i filmfesztiválon mutatták be 1994-ben. A premier után Kieślowski bejelentette, hogy visszavonul a filmrendezéstől.
1996-ban szívinfarktust kapott, majd az ezt követő műtét közben meghalt. 

## Filmes pályafutása

### 1966–1980: dokumentumfilmek
Korai dokumentumfilmjei a városlakók, a munkások és a katonák hétköznapi életét mutatják be. Noha nem volt nyíltan politikai filmrendező, a lengyel élet pontos ábrázolásának kísérlete hamar kiváltotta a hatóságok ellenállását. A Munkások '71 című televíziós filmjét, amelyben a dolgozók az 1970-es tömeges sztrájkok okairól vitatkoznak, csak rendkívül cenzúrázott formában mutatták be. A Munkások '71 után, Önéletrajz című filmjében a hatóságok működését mutatja be: egy, a hatóságok által megfigyelt ember fiktív történetét ötvözi egy valós politbüro üléseinek dokumentarista bemutatásával. Habár Kieślowski úgy vélte, hogy a film hatóságellenes, kollégái bírálták, mert együttműködött a kormánnyal annak elkészítésében.
Kieślowski később azt mondta, hogy két okból hagyott fel a dokumentumfilm-készítéssel: a Munkások '71 cenzúrája miatt, ami kétségessé tette számára, hogy az igazság bemutatható-e egy autoriter rezsimben, és egy, a Vasútállomás (1981) forgatásán bekövetkezett baleset miatt, melynek felvételeit kis híján felhasználták egy büntetőperben.
Arra jutott, hogy a fikció nemcsak nagyobb művészi szabadságot ad, de a hétköznapi élet igazabb bemutatását is lehetővé teszi.

### 1975–1988: lengyel filmkarrier
Első, nem dokumentarista filmje, a Társulat (1975), tv-film volt, és a Mannheimi Filmfesztiválon első díjat nyert. A Társulat is és következő játékfilmje is, a Forradás (1976) szocreál művek voltak, sok szereplővel: a Társulat egy színpadi produkción dolgozó technikusokról szól, a Forradás pedig arról, ahogy egy rosszul megtervezett ipari projekt felforgatja egy kisváros életét. Mindkettő dokumentumfilmes stílusban készült, sok nem hivatásos színésszel. Korábbi filmjeihez hasonlóan ezek is a hétköznapokat mutatják egy elnyomó rendszer súlya alatt, de nyílt kommentár nélkül.
Az Amatőr (1979), amely a 11. Moszkvai Nemzetközi Filmfesztiválon nyerte el a fődíjat és a Véletlen (1981) hasonló jellegűek, de a közösség helyett az egyén erkölcsi választásaira fókuszálnak.
Ebben az időszakban Kieślowskit az Andrzej Wajda és Agnieszka Holland nevével fémjelzett, „Az erkölcsi megfontolások mozija” nevű laza lengyel rendezői mozgalom részének tekintették, ezért minden korai filmjét cenzúrázták, újraforgattatták, újravágatták vagy egyenesen betiltották. A Véletlent például csak hat évvel befejezése után, 1987-ben kezdték forgalmazni Lengyelországban.
Leginkább politikai filmje talán a Befejezés nélkül (1984), mely egy halott ügyvéd szellemének és özvegyének szempontjából mutatja be az 1981 és 1983 közötti lengyelországi hadiállapot idejének politikai pereit. Korabeli lengyelországi fogadtatása rendkívül negatív volt mindegyik fajsúlyos politikai tényező, azaz mind a kormány, mind az ellenzék és az egyház részéről. „Kizárólag a közönségnek tetszett” – nyilatkozta később Kieślowski. „Soha máskor nem kaptam annyi támogató levelet és telefonhívást ismeretlenektől. Mindegyikük azt mondta, hogy a hadiállapot igazi arcát mutattam be.”
A forgatás idején szoros együttműködés alakult ki közte és Zbigniew Preisner zeneszerző, illetve Krzysztof Piesiewicz ügyvéd között. Utóbbival egy hasonló témájú dokumentumfilm előkészítése kapcsán találkozott, és innét kezdve összes filmjének forgatókönyvét együtt írták. Ezen filmek nagy részéhez Preisner szerezte a zenét, jelentős részüket ő is adta elő. A filmek szereplői gyakran beszélnek ezekről a zenékről, mint a (fiktív) holland zeneszerző, Van den Budenmayer műveiről.
A Tízparancsolat (1988) egy tízrészes rövidfilmsorozat, mely a Lengyel Televízió számára készült, nyugatnémet támogatással. Mindegyik rész egy óra hosszú, egy varsói lakótelepen játszódik, és a tízparancsolat valamelyikéhez kapcsolódik. Kieślowski legelismertebb alkotása. Az eredeti tervek szerint mindegyik részt más rendező készítette volna, de Kieślowski nem tudott lemondani a teljes kontrollról, és végül mindegyik részt ő maga rendezte.
Az ötödik és a hatodik résznek készültek hosszabb változatai is, Rövidfilm a gyilkolásról (1988) és Rövidfilm a szerelemről (1988) címmel. A kilencedik rész hosszabb változata, Rövidfilm a féltékenységről címmel végül nem készült el. Ez lett volna Kieślowski tizenharmadik filmje 1988-ban.

### 1990–1994: külföldi kereskedelmi siker
Utolsó négy filmje külföldi koprodukcióban készült, főleg francia pénzből, a román származású Marin Karmitz producer segítségével. Ezek is, a Tízparancsolathoz és a Véletlenhez hasonlóan erkölcsi és metafizikai kérdésekkel foglalkoznak, mint például a francia forradalom ideái (Szabadság, egyenlőség, testvériség), de elvontabb szinten, kisebb szereposztásokkal, inkább az egyénre, a benne lezajló folyamatokra figyelve és kevésbé a közösségekre. Lengyelország ezekben a filmekben többnyire európai kívülállók szemén keresztül jelenik meg.
Ezen filmek közül az első a Veronika kettős élete (1990), Irène Jacob főszereplésével. Kereskedelmi sikere tette lehetővé Kieślowski ambiciózus tervének megvalósítását, utolsó filmjeinek, a Három szín trilógiának az elkészítését. A Három szín darabjai, a Kék (1993), a Fehér (1994) és a Piros (1994) a francia zászló által szimbolizált ideákról szólnak: kék: szabadság, fehér: egyenlőség, piros: testvériség.
Mind a négy film rangos nemzetközi díjakat kapott, köztük a legjobb női alakítás cannes-i díját (1991), a Velencei Filmfesztivál legjobb filmjének Arany Oroszlán és a Berlini Filmfesztivál legjobb rendezőjének Ezüst Medve  díját.

### Posztumusz munkák

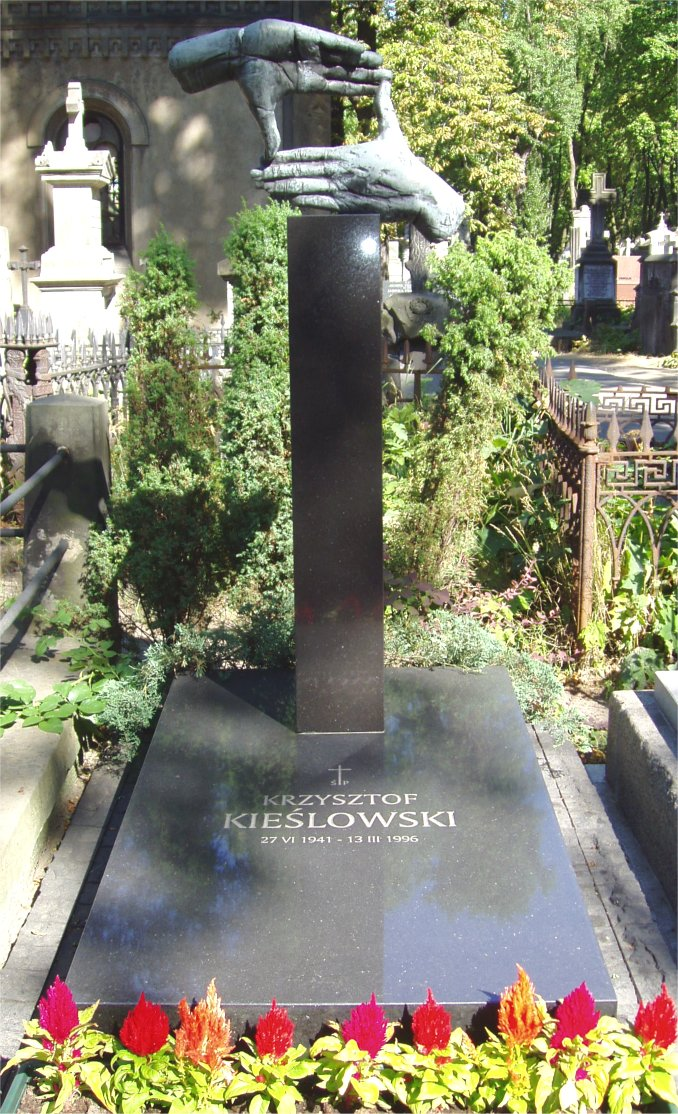
Kieślowski sírja

Halálakor Kieślowski, állandó szerzőtársával, Piesiewicz-csel egy újabb trilógián dolgozott, melyet Dante Isteni színjátéka ihletett, Menny, Pokol és Purgatórium címekkel. Ezek közül csak az elsőnek fejezték be együtt a forgatókönyvét. Ebből Tom Tykwer készítette el A gyilkosok is a mennyországba mennek (Heaven) című filmet Cate Blanchett és Giovanni Ribisi főszereplésével. A filmet 2002-ben mutattak be a Berlini Nemzetközi Filmfesztiválon.  Piesiewicz később befejezte a másik két forgatókönyvet, amik alapján Danis Tanović boszniai rendező elkészítette a trilógia második darabját, a Poklot (2005).
Jerzy Stuhr, aki számos Kieślowski-filmben szerepelt és az Amatőr forgatókönyvének is társszerzője, Kieślowski forgatókönyve alapján készítette a Nagy állat (Duże zwierzę, 2000) című filmjét.

## Öröksége
Kieślowski Európa egyik legnagyobb hatású rendezője, műveit a világ számos egyetemén oktatják. A Krzysztof Kieślowski című könyv saját szavaival írja le életét és munkásságát, Danusia Stok interjúi alapján. Krzysztof Wierzbicki filmet készített róla Ilyen is, olyan is vagyok (1995) címmel.
A Lengyel Kortárs Művészeti Alapítvány 2011 óta minden évben megrendezi a Sokołowsko Filmfesztivál: Hommage à Kieślowski című rendezvényt.

## Filmográfia

### Dokumentumfilmek és rövidfilmek
- Az arc (Twarz 1966), színészként
- Hivatal (1966)
- Villamos (1966)
- Kívánságműsor (1967)
- A fénykép (Zdjęcie 1968)
- Łódź városából (1968)
- Katona voltam (Byłem żołnierzem 1970)
- Gyár (Fabryka 1970)
- Munkások '71: Semmit rólunk nélkülünk (1971)
- A nagygyűlés előtt (Przed rajdem 1971)
- Wrocław és Zielona Góra között (Między Wrocławiem a Zieloną Górą 1972)
- A biztonság és a higiénia elvei egy rézbányában (Podstawy BHP w kopalni miedzi 1972)
- Gospodarze (1972)
- Refrén (Refren 1972)
- A kőműves (Murarz 1973)
- Első szerelem (1974)
- Röntgen (Prześwietlenie 1974)
- Gyalogos aluljáró (Przejście podziemne 1974)
- Önéletrajz (Życiorys 1975)
- Kórház (1976)
- Klaps (1976)
- Az éjszakai portás szemével (1977)
- Nem tudom (1977)
- Hét különböző korú nő (Siedem kobiet w różnym wieku 1978)
- Vasútállomás (1980)
- Beszélő fejek (Gadające głowy 1980)
- Heti hét nap (Siedem dni tygodniu 1988)

### Játékfilmek és tévéfilmek
- Társulat (tv-dráma, 1975)
- Forradás (1976)
- Nyugalom (1976)
- Amatőr (1979)
- Rövid munkanap (Krótki dzień pracy 1981)
- Befejezés nélkül (1985)
- Véletlen (1981, bemutató: 1987)
- Tízparancsolat (1988)
- Rövidfilm a gyilkolásról (1988)
- Rövidfilm a szerelemről (1988)
- Veronika kettős élete (1991)
- Három szín: kék (1993)
- Három szín: fehér (1994)
- Három szín: piros (1994)

## Díjak (válogatás)
Rövidfilm a gyilkolásról
- Bodil-díj: A legjobb európai film (1990)
- Cannes-i Filmfesztivál FIPRESCI-díj (1988)
- Cannes-i filmfesztivál zsűrijének díja
- Cannes-i filmfesztivál jelölése az Arany Pálmára (1988)
- A francia filmkritikusok díja: A legjobb külföldi film (1990)

Tízparancsolat
- Bodil-díj: A legjobb európai film (1991)
- Velencei Filmfesztivál Gyermek- és Mozi Díja (1989)
- Velencei Filmfesztivál FIPRESCI-díj (1989)

Veronika kettős élete
- Cannes-i fesztivál FIPRESCI-díj (1991)
- Cannes-i Filmfesztivál Ökumenikus zsűrijének díja (1991)
- Cannes-i Filmfesztivál jelölése az Arany Pálmára (1991)
- A francia filmkritikusok díja: A legjobb külföldi film (1992)
- Varsói Nemzetközi Filmfesztivál közönségdíja (1991)

Három szín: kék
- Velencei Nemzetközi Filmfesztivál Golden Ciak-díj (1993)
- Velencei Filmfesztivál Arany Oroszlán díj (1993)
- Velencei Filmfesztivál Kis arany oroszlán díj
- Velencei Filmfesztivál OCIC-díja (1993)
- César-díj-jelölés: legjobb rendező (1994)
- César-díj-jelölés: legjobb film (1994)
- César-díj-jelölés: legjobb eredeti vagy adaptált forgatókönyv (1994)

Három szín: fehér
- Berlini Nemzetközi Filmfesztivál Ezüst Medve díja a legjobb rendezőnek (1994)

Három szín: piros
- Oscar-díj-jelölés: A legjobb rendező (1994)
- Oscar-díj-jelölés: A legjobb eredeti forgatókönyv (1994)
- BAFTA filmdíj jelölés: A legjobb nem angol nyelvű film (1995)
- Bodil-díj: A legjobb nem amerikai film (1995)
- Cannes-i fesztivál jelölése az Arany Pálmára (1994)
- César-díj-jelölés: legjobb rendező (1995)
- César-díj-jelölés: legjobb film (1995)
- César-díj-jelölés: legjobb eredeti vagy adaptált forgatókönyv (1995)
- A francia filmkritikusok díja: A legjobb film (1995)

## Fordítás
- Ez a szócikk részben vagy egészben  a   Krzysztof Kieślowski című angol Wikipédia-szócikk ezen változatának fordításán alapul.  Az eredeti cikk szerkesztőit annak laptörténete sorolja fel. Ez a jelzés csupán a megfogalmazás eredetét és a szerzői jogokat jelzi, nem szolgál a cikkben szereplő információk forrásmegjelöléseként.